# Cliff Curtis
Pour les articles homonymes, voir Curtis.
Clifford Vivian Devon Curtis, dit Cliff Curtis, est un acteur et producteur néo-zélandais, né le 27 juillet 1968 à Rotorua (Nouvelle-Zélande).

## Biographie
Clifford Vivian Devon Curtis est l'un des neuf enfants d'un danseur amateur. Il est un descendant des Māori et sa tribu est affiliée aux Te Arawa et aux Ngāti Hauiti.
Enfant, il a étudié le Mau Rākau, une forme Māori traditionnelle du combat au taiaha, avec des Māori Mita Mohi à Mokoia Island, ce qui nourrira ses capacités en tant qu'interprète de kapa haka. Curtis est plus tard breakdancer,  puis participe à des compétitions de rock'n'roll. Il reçoit son éducation supérieure au Western Heights High School à Rotorua.

## Filmographie

### Acteur

#### Cinéma
- 1993 : La Leçon de piano (The Piano) de Jane Campion : Mana
- 1993 : Desperate Remedies de Stewart Main et Peter Wells : Fraser
- 1994 : Kahu & Maia de David Blyth (moyen-métrage) : Kahu
- 1994 : L'Âme des guerriers (Once Were Warriors) de Lee Tamahori : Bully
- 1994 : Rapa Nui de Kevin Reynolds : Short Ears
- 1996 : Chicken de Grant Lahood : Zeke
- 1996 : Mananui de Poata Eruera (court-métrage) :
- 1998 : Un cri dans l'océan (Deep Rising) de Stephen Sommers : Mamooli
- 1998 : Six jours, sept nuits (Six Days Seven Nights) d'Ivan Reitman : Kip
- 1999 : Virus de John Bruno : Hiko
- 1999 : Les Rois du désert (Three Kings) de David O. Russell : Amir Abdullah
- 1999 : À tombeau ouvert (Bringing Out the Dead) de Martin Scorsese : Cy Coates
- 1999 : Révélations (The Insider) de Michael Mann : Sheikh Fadlallah
- 2000 : Jubilee de Michael Hurst : Billy Williams
- 2001 : Blow de Ted Demme : Pablo Escobar
- 2001 : Training Day d'Antoine Fuqua : Smiley
- 2001 : The Majestic de Frank Darabont : Ramon Jamon / Prince Khalid
- 2002 : Dommage collatéral (Collateral Damage) d'Andrew Davis : Claudio Perrini
- 2002 : Paï (Whale Rider) de Niki Caro : Porourangi
- 2003 : Le Maître du jeu (Runaway Jury) de Gary Fleder : Frank Herrera
- 2004 : Spooked de Georff Murphy : Mort Whitman
- 2004 : Heinous Crime de Taika Waititi (court-métrage) : le livreur de pizza
- 2005 : The Pool de Bill Giannakakis (court-métrage) : le mari
- 2005 : River Queen (en) de Vincent Ward : Wiremu
- 2006 : The Fountain de Darren Aranofsky : capitaine Ariel
- 2007 : La Faille (Fracture) de Gregory Hoblit : inspecteur Flores
- 2007 : Sunshine de Danny Boyle : Searle
- 2007 : Die Hard 4 : Retour en enfer (Live Free or Die Hard) de Len Wiseman : agent Miguel Bowman
- 2008 : 10 000 de Roland Emmerich : Tic'Tic, le vaillant guerrier
- 2009 : Push de Paul McGuigan : Hook Waters
- 2009 : Droit de passage (Crossing Over) de Wayne Kramer : agent Hamid Baraheri
- 2010 : Le Dernier Maître de l'air (The Last Airbender) de M. Night Shyamalan : le seigneur du Feu Ozai
- 2011 : Colombiana d'Olivier Megaton : Emilio
- 2012 : Mille Mots (A Thousand Words) de Brian Robbins : Dr Sinja
- 2014 : The Dark Horse de James Napier Robertson : Genesis Potini
- 2015 : L'Honneur des guerriers (Last Knights) de Kazuaki Kiriya : lieutenant Cortez
- 2015 : La Résurrection du Christ de Kevin Reynolds : Jésus Christ de Nazareth
- 2018 : En eaux troubles (The Meg) de Jon Turteltaub : James « Mac » Mackreides
- 2019 : Fast and Furious: Hobbs and Shaw (Fast and Furious Presents: Hobbs and Shaw) de David Leitch : Jonah Hobbs
- 2019 : Doctor Sleep de Mike Flanagan : Billy Freeman
- 2021 : Reminiscence de Lisa Joy : Cyrus Boothe
- 2021 : Murina d'Antoneta Alamat Kusijanovic : Javier
- 2022 : Avatar : La Voie de l'eau (Avatar: The Way of Water) de James Cameron : Tonowari
- 2023 : En eaux très troubles (The Meg 2: The Trench) de Ben Wheatley : James « Mac » Mackreides
- 2025 : Last Breath d'Alex Parkinson
- 2025 : Avatar: Fire and Ash de James Cameron : Tonowari

#### Télévision
- 1991 : Undercover d'Yvonne Mackay (téléfilm) : Zip
- 1994 : Hercule et le Monde des ténèbres (Hercules in the Underworld) de Bill L. Norton (téléfilm) : Nessus
- 1995 : Hercule, saison 1, épisode 6 As Darkness Falls de George Mendeluk (série télévisée) : Nemis
- 1995 : Mysterious Island (série télévisée) : Peter
- 1996 : City Life (série télévisée) : Daniel Freeman
- 1998 : The Chosen de  (téléfilm) : Père Tahere
- 2001 : Irikura de Guy Moana (mini série télévisée) : Tapu
- 2002 : Au cœur des flammes (Point of Origin) de Newton Thomas Sigel (téléfilm) : Mike Camello
- 2004 : Traffic d'Eric Bross et Stephen Hopkins (mini série télévisée) : Adam Kadyrov
- 2009-2010 : Trauma (série télévisée) : Reuben Speedy Palchuck
- 2011 : Body of Proof (série télévisée) : Agent Derek Ames
- 2012 : Missing (série télévisée) : Dax Miller
- 2014 : Gang Related (série télévisée) : Javier Acosta
- 2015-2017 : Fear the Walking Dead, saisons 1, 2 et 3, 24 épisodes (série télévisée) : Travis Manawa
- 2024 : Kaos : Poséidon
- 2025 : Chief of War : Keōua

### Producteur
- 2006 : Eagle vs Shark

## Voix francophones
En version française, Cliff Curtis n'a pas de voix régulière. Il est, dans un premier temps, doublé par Marc Saez dans L'Âme des guerriers, Olivier Destrez dans Hercule et le Monde des ténèbres et la série Hercule, Luc Boulad dans Un cri dans l'océan, Antoine Tomé dans Virus, Massad Nabil dans Les Rois du désert, Bernard Gabay dans À tombeau ouvert, Robert Liensol dans Révélations, Bernard Métraux dans Training Day, Guillaume Orsat dans The Majestic et Diego Asensio dans Dommage collatéral. Par la suite, Joël Zaffarano le double de 2003 à 2009 dans Le Maître du jeu, Sunshine, Die Hard 4 et Droit de passage. En parallèle, Mathieu Buscatto le double sporadiquement, entre 2002 et 2022, dans Paï : L'Élue d'un peuple nouveau, La Faille, 10 000, Body of Proof et Avatar : La Voie de l'eau.
Au cours des années 2010, Xavier Fagnon le double dans Le Dernier Maître de l'air avant de le retrouver, plus tard, dans En eaux troubles et dans Doctor Sleep. Cliff Curtis est aussi doublé à deux reprises par Bernard Bollet dans Trauma et L'Honneur des guerriers et, à titre exceptionnel, par Féodor Atkine dans Colombiana, Serge Faliu dans Missing, Bruno Magne dans Fear the Walking Dead et Thierry Kazazian dans Fast and Furious: Hobbs and Shaw. Depuis 2021, Gilduin Tissier retrouve l'acteur ponctuellement, le doublant dans Reminiscence, La Jeune Fille et la mer (en) et Chief of War.